# Burkhard Neumann
Burkhard Neumann (* 11. Januar 1961) ist ein deutscher katholischer Theologe.

## Leben
Er besuchte von 1967 bis 1971 die Grundschule in Thülen und von 1971 bis 1980 das Gymnasium Petrinum Brilon. Von 1980 bis 1985 studierte er katholischen Theologie in Paderborn und Freiburg im Üechtland und absolvierte von 1985 bis 1987 die pastorale Ausbildung am Priesterseminar Paderborn. Nach der Priesterweihe 1987 war er von 1987 bis 1989 Vikar in der Pfarrei St. Michael Hagen-Wehringhausen. Von 1989 bis 1996 war er wissenschaftlicher Assistent am Johann-Adam-Möhler-Institut für Ökumenik in Paderborn. Nach der Promotion 1996 zum Doktor der Theologie an der Theologischen Fakultät Paderborn war er von 1996 bis 1997 Pfarradministrator der Gemeinden St. Augustinus (Neu-Listernohl) und St. Josef (Attendorn). Von 1997 bis 2001 war er Pfarrvikar der Gemeinde St. Marien Schlangen. Von 2001 bis 2003 war er zum Weiterstudium freigestellt. Seit 2004 ist er Direktor am Johann-Adam-Möhler-Institut in Paderborn. Nach der Habilitation 2009 im Fach Dogmatik und Ökumenische Theologie an der Katholisch-Theologischen Fakultät der Universität Münster lehrt er dort als Privatdozent.

## Schriften (Auswahl)
- Sakrament und Ökumene. Studien zur deutschsprachigen evangelischen Sakramententheologie der Gegenwart (= Konfessionskundliche und kontroverstheologische Studien. Band 64). Bonifatius, Paderborn 1997, ISBN 3-87088-946-2 (zugleich Dissertation, Theologische Fakultät Paderborn 1996).
- „Gott Alles in Allem“ (1 Kor 15,28). Eine Studie zum eschatologischen Denken Franz Anton Staudenmaiers (= Münsterische Beiträge zur Theologie. Band 68). Aschendorff, Münster 2010, ISBN 978-3-402-11367-7 (zugleich Habilitationsschrift, Münster 2009).
- als Herausgeber mit Jürgen Stolze: Christsein zwischen Identität und Wandel. Freikirchliche und römisch-katholische Perspektiven. Bonifatius/Edition Ruprecht, Paderborn/Göttingen 2017, ISBN 3-89710-732-5.